# Fotorealism

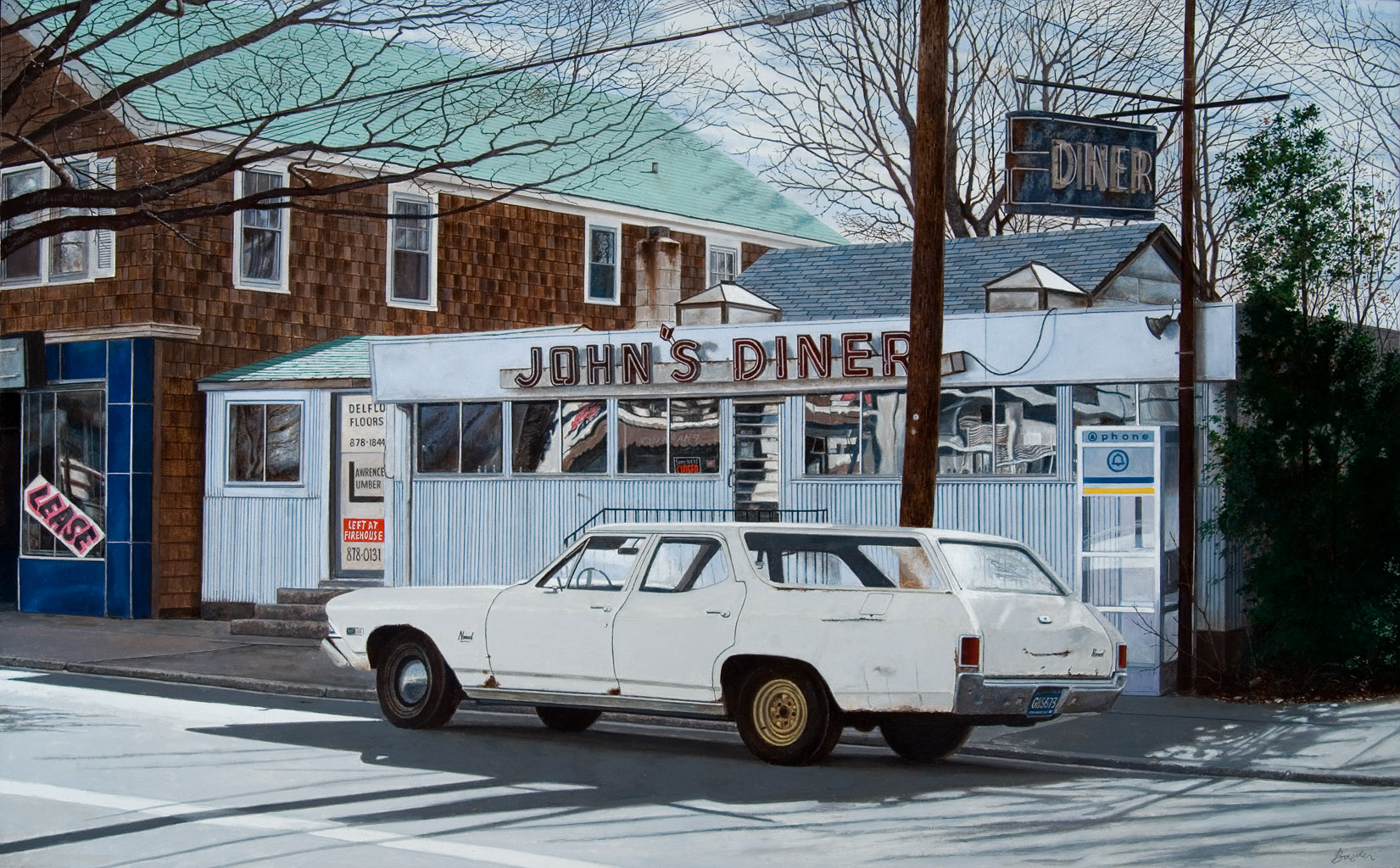
Ett exempel på fotorealism, John's Diner with John's Chevelle
av John Baeder 2007, olja på duk 75x120 cm.

Fotorealism, även benämnd superrealism eller hyperrealism, är en riktning inom måleri och skulptur där verkligheten avbildas så troget som möjligt.
Inom måleriet baserar konstnären vanligtvis sitt verk på fotografier. Men det är inte endast användandet av fotografier som avgör om det är fotorealism. Många konstnärer använder idag foton som förlagor på ett eller annat sätt, men det som är speciellt för det fotorealistiska måleriet är att det inte försöker att framhäva konstnärens måleriska teknik, utan snarare försöker dölja penseldrag och dylikt. Det handlar inte heller om att kopiera fotografiets framställningar; vanligen försöker man åstadkomma samma bildskärpa i alla delar av motivet, och undviker gärna skuggade eller dunkla partier i bilden. Inom skulpturen använder man sig av direkta människoavgjutningar.
De mest namnkunniga konstnärerna inom måleriet är Richard Estes, Ralph Goings, Richard MacLean, Davis Cone, Robert Bechtle, John E. Franzén, Rod Penner, Ron Kleeman, Randy Dudley, Audrey Flack och Chuck Close. Inom skulpturen intar Duane Hanson en särställning. Även den australiske skulptören Ron Mueck har framkommit inom genren med sina skrämmande mänskliga skulpturer av vanliga människor i surrealistiska dimensioner och olika känslomässiga situationer, oftast blottade och sårbara.
I Sverige finns inte så många konstnärer som arbetar i den fotorealistiska stilen men nämnas kan Bo Markenholm, Glenn Lauritz Andersson, Johannes Wessmark och Yrjö Edelmann. Några som varit i närheten av konststilen är Ola Billgren, Ulf Wahlberg, Peter Tillberg och Gerhard Nordström. Det fotorealistiska måleriet har fortfarande sitt starkaste fäste i Amerika, där det också startade i mitten av 1960-talet. Konstriktningen väcker dock ett allt större intresse i Sverige.